# 2021年至2022年歐霸盃外圍賽及附加賽圈
2021–22年歐霸盃外圍賽及附加賽圈於2021年8月5日至8月26日期間舉行。
一共會有 28 隊球會參與2021–22年歐霸盃外圍賽階段，包括外圍賽圈及附加賽圈。當中有 10 隊進入冠軍途徑角逐，及 6 隊進入主賽途徑角逐。10 隊附加賽圈勝方（四隊來自冠軍途徑及兩隊來自聯賽途徑）會聯同 12 隊新加入球隊、6 隊歐洲冠軍聯賽附加賽圈負方球隊（四隊來自冠軍途徑及兩隊來自聯賽途徑）、與及 4 隊歐洲冠軍聯賽外圍賽第三圈聯賽途徑負方球隊，一同進入分組賽角逐。

## 參賽球隊
於外圍賽中，球隊會被分成兩條途徑角逐：
- 冠軍途徑（10 隊）：10 隊會進入此圈（10 隊來自歐洲冠軍聯賽外圍賽第二圈冠軍途徑負方）。
- 主賽途徑（6 隊）：6 隊會進入此圈（包括 3 隊來自歐洲冠軍聯賽外圍賽第二圈聯賽途徑負方）。

外圍賽圈勝方會合併為同一途徑進入附加賽圈：
- 附加賽圈（20 隊）：12 隊會進入此圈（包括 6 隊來自歐洲冠軍聯賽外圍賽第三圈冠軍途徑負方），及 8 隊外圍賽圈勝方。

所有在外圍賽及附加賽圈中被淘汰的球隊，均會轉為出戰歐洲協會聯賽：
- 5 隊冠軍途徑負方球隊，會進入附加賽圈冠軍途徑。
- 3 隊主賽途徑負方球隊，會進入附加賽圈主賽途徑。
- 10 隊附加賽圈負方球隊，會進入分組賽。

## 賽程表
本屆賽事之賽程如下。所有抽籤都會於歐洲足球協會聯盟總部瑞士尼翁舉行。
| 圈數         | 抽籤日期      | 首回合        | 次回合        |
| ------------ | ------------- | ------------- | ------------- |
| 外圍賽第三圈 | 2021年7月19日 | 2021年8月5日  | 2021年8月12日 |
| 附加賽圈     | 2021年8月2日  | 2021年8月19日 | 2021年8月26日 |

## 外圍賽第三圈
外圍賽第三圈抽籤儀式在2021年7月19日，歐洲中部夏令時間 13:00 舉行。

### 摘要
首回合賽事於2021年8月5日進行，次回合賽事則於8月12日進行。
各對賽組合的勝方可晉級到附加賽圈。冠軍途徑中的負方可轉戰到歐洲協會聯賽附加賽圈冠軍途徑，而主賽途徑中的負方可轉戰到歐洲協會聯賽附加賽圈主賽途徑。
| 第一隊     | 總比數       | 第二隊      | 首回合 | 次回合      |
| ---------- | ------------ | ----------- | ------ | ----------- |
| 奧摩尼亞   | 2–2（5–4 p） | 科羅拉      | 1–0    | 1–2（加时） |
| 梅拿       | 1–0          | 薩基列斯    | 0–0    | 1–0         |
| 卡拉特     | 2–3          | 艾拉斯克特  | 0–0    | 2–3（加时） |
| 林肯紅魔鬼 | 2–4          | 斯洛雲      | 1–3    | 1–1         |
| 尼菲治巴庫 | 2–5          | HJK赫爾辛基 | 2–2    | 0–3         |

| 第一隊     | 總比數 | 第二隊     | 首回合 | 次回合 |
| ---------- | ------ | ---------- | ------ | ------ |
| 積布尼克   | 2–7    | 些路迪     | 2–4    | 0–3    |
| 維也納迅速 | 4–2    | 安羅科薩斯 | 3–0    | 1–2    |
| 加拉塔沙雷 | 5–3    | 聖莊士東   | 1–1    | 4–2    |

## 附加賽圈
附加賽圈抽籤儀式在2021年8月2日，歐洲中部夏令時間 13:00 舉行。

### 摘要
首回合賽事於2021年8月19日進行，次回合賽事則於8月26日進行。
各對賽組合的勝方可晉級到分組賽，負方球隊則會轉戰到歐洲協會聯賽分組賽。
| 第一隊         | 總比數       | 第二隊      | 首回合 | 次回合      |
| -------------- | ------------ | ----------- | ------ | ----------- |
| 蘭達斯         | 2–3          | 加拉塔沙雷  | 1–1    | 1–2         |
| 維也納迅速     | 6–2          | 索爾亞      | 3–0    | 3–2         |
| 些路迪         | 3–2          | 阿爾克馬爾  | 2–0    | 1–2         |
| 費倫巴治       | 6–2          | HJK赫爾辛基 | 1–0    | 5–2         |
| 梅拿           | 1–5          | 格拉茨      | 1–3    | 0–2         |
| 奧摩尼亞       | 4–4（2–3 p） | 安特衛普    | 4–2    | 0–2（加时） |
| 奧林比亞高斯   | 5–2          | 斯洛雲      | 3–0    | 2–2         |
| 格拉斯哥流浪   | 1–0          | 艾拉斯克特  | 1–0    | 0–0         |
| 布拉格斯拉維亞 | 3–4          | 歷基亞      | 2–2    | 1–2         |
| 貝爾格萊德紅星 | 6–1          | 克盧日      | 4–0    | 2–1         |

## 外部連結
- 官方网站